# Канюк Сергій Іванович
Сергі́й Іва́нович Каню́к (за іншими даними — Канюка; псевдо — Кс. Недоленко, К. Юнак, С. Аннюта; 15 липня 1880, Хлівище (нині — Кіцманський район, Чернівецька область) — 15 березня 1945, Маріїнськ, Кемеровська область, РРФСР) — український радянський громадський діяч, письменник, педагог, публіцист.

## Короткий життєпис
Батько — лісничий — помер в 1882 році, мати — Канюк Зиновія, селянка, народна поетеса, виховувала сімох дітей.
Навчався в Кіцманській школі. 1900 року закінчив вчительську семінарію, працював учителем у Вашківецькому повіті.
1910 року — шкільним інспектором у Вашківцях — рекомендував його Осип Маковей.
Працював журналістом. Товаришував з Володимиром Кобилянським, Дмитром Макогоном, Іваном Синюком, Євгенією Ярошинською.
За часів розпаду Австро-Угорської імперії виступав за возз'єднання Буковини з Україною.
1918 року — один із організаторів Компартії Буковини, голова її першого ЦК. За його участю створюються партійні осередки в буковинських селах і містечках.
Редактор газет «Воля народу» — в 1919—1920 роках, у 1921 — «Громада».
В березні 1921 року був делегатом від Буковини на Ясській конференції.
1921 року в Чернівцях підготував й таємно видав «Співанник робочих».
Переслідувався румунською окупаційною владою, зазнавав арештів.
1922 року нелегально емігрував до СРСР. Працював у Наркоматі освіти, у Харківській центральній бібліотеці.
Автор віршів, оповідань, нарисів, статей, підготував до видання власний «Буквар» і посібник для вчителів «Дидактику» — не були опубліковані.
В кінці квітня 1934 року його заарештували, звинувачений в «веденні шкідливої роботи в системі Наркомату освіти, підготовці терористичного акту проти центрального керівництва в Україні» та у підтримуванні регулярного зв'язок із своїм сином, «який керував фашистською молодіжною організацією на Буковині». 25 травня 1934 року засуджений на десять років позбавлення волі, перебував у місцях ув'язнення в Сибіру.
Перебував у таборі навіть після формального закінчення терміну покарання. Помер 13 березня 1945 року не дочекавшись звільнення.
Є автором оповідань: «П'ятнадцять літ», «Послідній рецепіс», «Старий грабар», «Судьба».
В УРСР були випущені його книги:
- «Буковина під чоботом румунських бояр»,
- «Буковина в румунській неволі».